# Meizodon
Genre
Meizodon est un genre de serpents de la famille des Colubridae.

## Répartition
Les espèces de ce genre se rencontrent en Afrique subsaharienne.

## Liste des espèces
Selon The Reptile Database (12 févr. 2012) :
- Meizodon coronatus (Schlegel, 1837)
- Meizodon krameri Schätti, 1985
- Meizodon plumbiceps (Boettger, 1893)
- Meizodon regularis Fischer, 1856
- Meizodon semiornatus (Peters, 1854)

## Étymologie
Meizodon, du grec μεῖζον, meizon, « le plus grand », et ὀδούς, odous, « dent », fait référence à l'augmentation de la taille des dents du maxillaire vers l'arrière.

## Publication originale
- Fischer, 1856 : Neue Schlangen des Hamburgischen Naturhistorischen Museums. Abhandlungen aus dem Gebiete der Naturwissenschaften, vol. 3, n. 4, p. 79-116 (texte intégral).